# Zero Install
Zero Install est un moyen d'installer des logiciels pour Linux, Unix, OS X et Windows.

## Mode de fonctionnement
Cette méthode ne nécessite pas d'être administrateur pour installer un logiciel.